# Michel Malinovsky
Pour les articles homonymes, voir Malinovsky.
Michel Malinovsky, né le 10 mai 1942 à Liège et mort le 20 juin 2010 à 68 ans, à Nantes, est un navigateur français.
Il est plus particulièrement connu pour avoir terminé deuxième de la Route du Rhum en 1978 au terme d'un final épique, ne perdant que de 98 secondes sur Mike Birch après vingt-trois jours de course.
« Seule la victoire est jolie » : cette formule, inspirée par le final à couper le souffle de cette course, lui sera pour toujours associée. C'est le titre d'un ouvrage écrit en collaboration avec Jean Noli qui raconte la destinée de ce marin.

## Palmarès
- 1970, Solitaire du Figaro : deuxième
- 1971, Solitaire du Figaro : vainqueur sur Rousslane, Centurion 32
- 1972, Solitaire du Figaro : troisième
- 1974, Solitaire du Figaro : quatrième
- 1977, Solitaire du Figaro : troisième
- 1978, Route du Rhum : deuxième sur Kriter V
- 1981, Twostar : onzième sur Kriter VIII
- 1982, Route du Rhum : dixième sur Kriter VIII

## Vidéographie
- Champions de France - Michel Malinovsky, série Champions de France, film-portrait raconté par Jacob Desvarieux, co-réalisé par Pascal Blanchard et Rachid Bouchareb 2016, 2 minutes[voir en ligne]